# Schizopetalon rupestre
Schizopetalon rupestre är en korsblommig växtart som först beskrevs av François Marius Barnéoud, och fick sitt nu gällande namn av François Marius Barnéoud och Karl Friedrich Carlos Federico Reiche. Schizopetalon rupestre ingår i släktet Schizopetalon och familjen korsblommiga växter. Inga underarter finns listade i Catalogue of Life.